# Cotal-växellåda

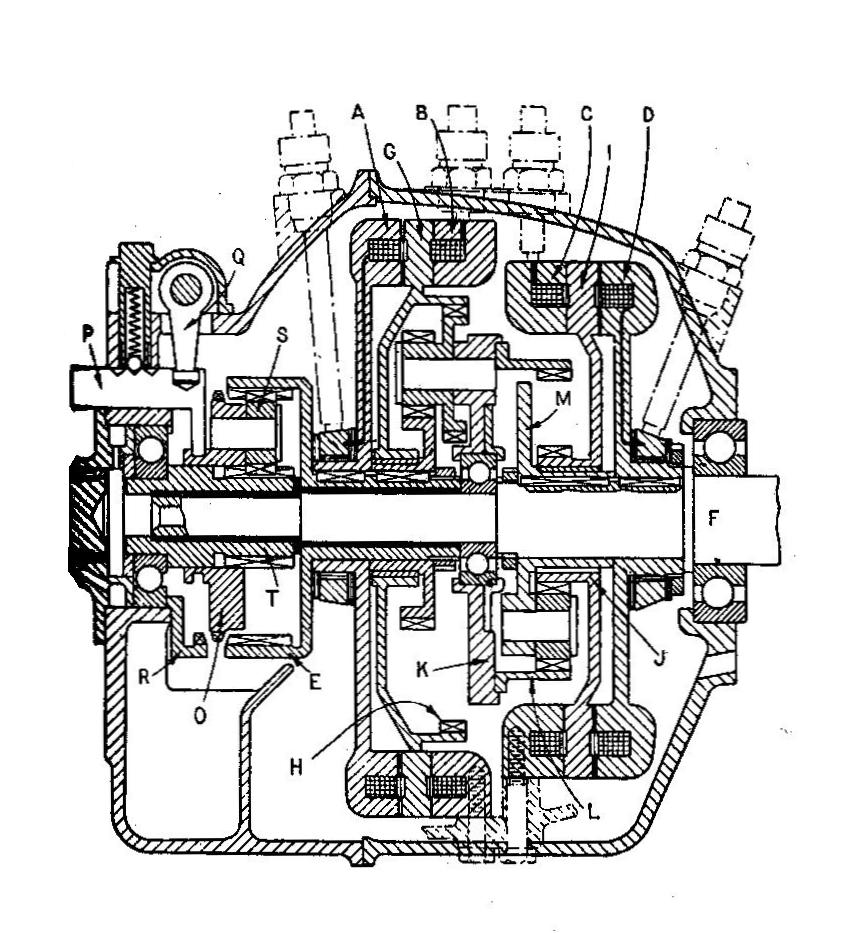
Växellådan i genomskärning.

Cotal-växellåda är en växellåda för personbilar som introducerades i början av 1930-talet.
Den presenterades som ett alternativ till synkroniserade växellådor, vilka inte hunnit slå igenom ännu vid den här tiden. Cotals växellåda är uppbyggd med planetväxlar. Genom att bromsa olika hjul i planetväxeln får man olika utväxlingar. Cotal använde elektromagneter för att bromsa hjulen. Växellådan hade två planetväxlar, vilket gav fyra växlar.
Cotal-lådan fungerar i princip som en automatlåda, men saknar den avancerade reglerutrustningen. Föraren får själv välja växel via ett reglage på rattstången, alternativt instrumentbrädan. Körriktningen ändras med ett separat reglage och alla växlar är tillgängliga i bägge riktningar. Den som är modig (eller dumdristig) nog kan följaktligen backa i full fart på högsta växeln.
Cotals växellåda användes främst i finare franska bilar, som Bugatti, Delage, Hotchkiss och Voisin. Den var komplicerad och därmed dyr att tillverka och eftersom man växlade utan frikoppling, krävdes ett visst mått av vana och skicklighet för att växla smidigt och ryckfritt. Därför försvann Cotal-lådan ganska snabbt när helautomatiska växellådor blev vanligare på 1950-talet.